# Astelia hemichrysa
Astelia hemichrysa là một loài thực vật có hoa trong họ Asteliaceae. Loài này được (Lam.) Kunth mô tả khoa học đầu tiên năm 1850.

## Hình ảnh

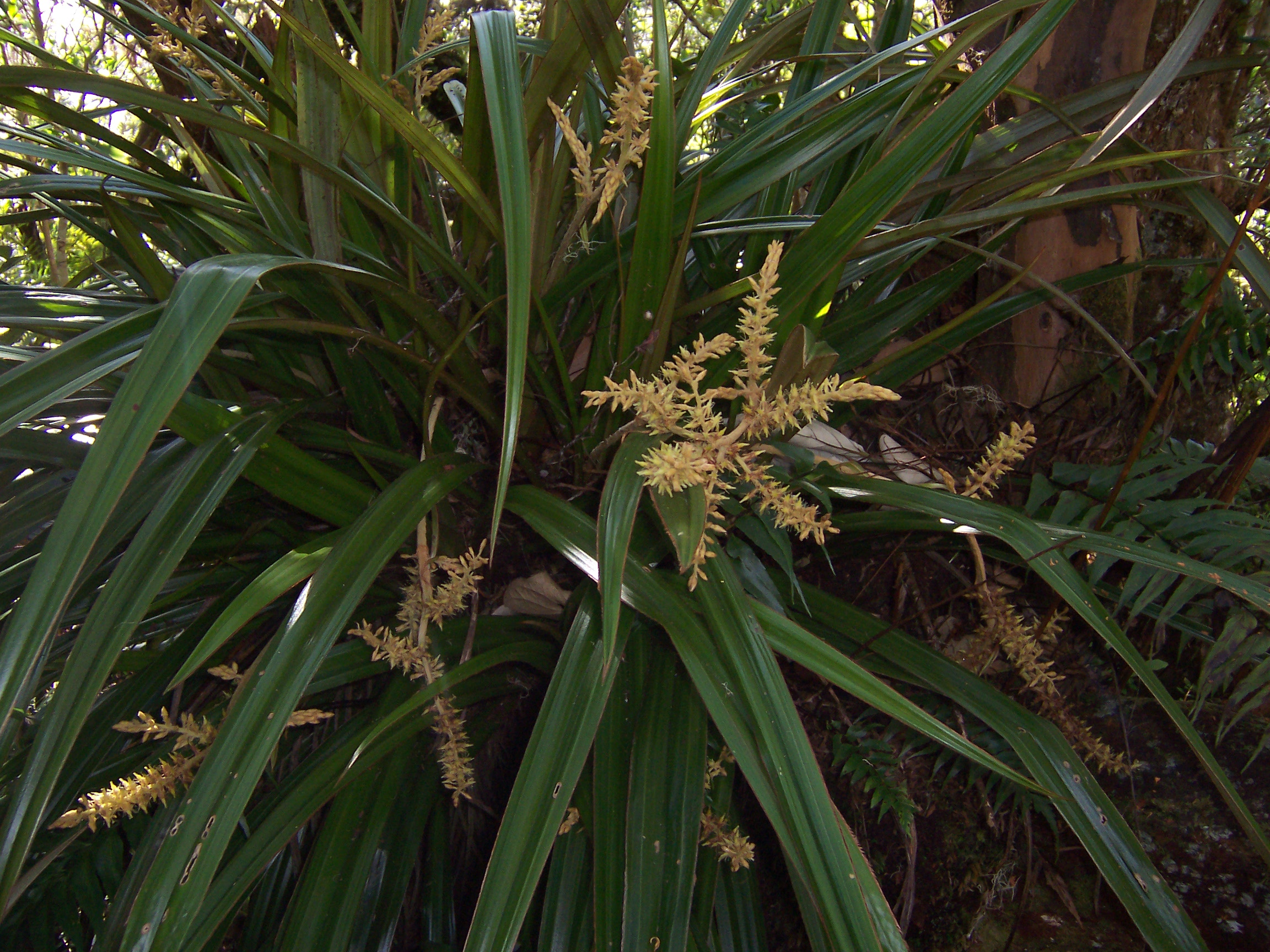